# Birdland (album)
Pour les articles homonymes, voir Birdland.
Albums de The Yardbirds
Ultimate!
(2001)
Birdland est un album des Yardbirds paru en 2003 (le premier depuis une trentaine d'années, Ultimate étant une compilation). Il est constitué d'anciens morceaux du groupe ré-enregistrés, parfois avec quelques guitaristes invités célèbres, comme Slash, Brian May, Steve Vai ou d'autres encore.
Certains morceaux sont des pistes enregistrées pour la première fois en studio.

## Titres
Le nom de la guest star est indiqué en gras après le nom de la piste; les nouvelles pistes sont marquées d'une étoile. 
1. I'm Not Talking – 2:44
2. Crying Out for Love – 4:36 *
3. The Nazz Are Blue (avec Jeff Baxter) – 3:15
4. For Your Love (avec Johnny Rneznik) – 3:20
5. Please Don't Tell Me 'Bout the News – 4:00 *
6. Train Kept a-Rollin' (avec Joe Satriani) – 3:38
7. Mr. Saboteur – 4:55 *
8. Shape of Things (avec Steve Vai) – 2:38
9. My Blind Life (avec Jeff Beck) – 3:33 *
10. Over, Under, Sideways, Down (avec Slash) – 3:16
11. You're a Better Man Than I (avec Brian May) – 3:22
12. Mystery of Being – 4:08 *
13. Dream Within a Dream – 4:44 *
14. Happenings Ten Years Time Ago (avec Steve Lukather) – 3:22
15. An Original Man (A Song For Keith) – 5:20 *

## Musiciens
- John Idan : chant
- Alan Glen : harmonica
- Gypie Mayo : guitare soliste
- Chris Dreja : guitare rythmique
- Paul Samwell-Smith : basse, chant
- Jim McCarty : batterie, percussions, chant